# 輪西出入口
輪西出入口（わにしでいりぐち）は、北海道室蘭市輪西町にある国道36号室蘭新道のランプ。自動車専用道路区間の起点となっている。

## 歴史
- 1974年（昭和49年）、日の出出入口 - 輪西出入口間が開通。
- 1977年（昭和52年）12月12日、輪西出入口 - 仲町出入口間が開通[1]。

## 周辺
日本製鉄関連の施設が立地している。
- 日本製鉄球場
- 日本製鉄体育館
- 輪西神社
- 北海道高度情報技術センター
- 輪西複合商業施設
  - ぷらっと・てついち
  - 室蘭市市民会館
- 日本製鉄室蘭製鉄所正門
  - 三菱製鋼室蘭特殊鋼
  - 北海製鉄
  - 第一鉄鋼

## 接続する道路
- 室蘭市道母恋・東町大通線[2]

## 隣
室蘭新道（自動車専用道路区間）
（国道36号一般部）- 輪西出入口 – 仲町出入口